# Triunfo de San Rafael (Plaza de la Compañía)
El Triunfo de San Rafael de la Plaza de la Compañía es uno de los muchos triunfos existentes en la ciudad de Córdoba (España) dedicados al arcángel San Rafael, ángel custodio de la ciudad. Está situado en la plaza de la Compañía y fue uno de los primeros triunfos con los que contó la ciudad. Fue construido por las aportaciones que los fieles hicieron para su construcción en el sitio que aún se conserva en el año 1736.

## Arquitectura
Consta de una grada en que se eleva un pedestal cuadrilátero de mármol negro, con recuadros dorados con inscripciones latinas; sobre él se elevan cuatro esbeltas columnas blancas, sosteniendo el cimacio con una nube en que descansa la dorada imagen de San Rafael. Esta escultura es del poco conocido artista Juan Jiménez, y el todo de la obra, que antiguamente guardaban cuatro verjas con columnas en los ángulos, sosteniendo faroles, la ejecutó el cantero Alonso Pérez, costeado todo con las limosnas que reunió el sacerdote Juan de Santiago, de la Compañía de Jesús.
La primera de las inscripciones reza: 

D. O. M. / Archangelo. Cordubae in tutelan constituto / Protomedico cujus potenti. medicina / Cordubae. praestat, pastiti, pratabitque / deniceps, incolumis / jurato. Cordubae custodi. Santissimo / principi. Raphaeli / collegium. societatis. Jesu / Cordubae ipsa. adfavente. et. opem. ferente / in. oblivionis. anathema / monumentum. hoc. posuit/ anno MDCCXXXVI.

Antiguamente, se encontraba rodeado por una verja protegiendo al triunfo que se encontraba iluminada, primero por lámparas de aceite y luego de gas. Esta verja fue eliminada a mitad del siglo XX.